# 충주북여자중학교
충주북여자중학교(忠州北女子中學校)는 대한민국 충청북도 충주시 교현동에 있는 사립 중학교이다.

## 학교 연혁
- 1961년 12월 30일 : 학교법인 학림학원 인가(설립자 임병구 선생)
- 1962년 3월 17일 : 제1대 김영호 교장 취임
- 1963년 12월 12일 : 충주한림중학교 문교부 인가
- 1964년 5월 5일 : 충주한림중학교 개교
- 1964년 12월 12일 : 충주한림중학교를 충주북여자중학교로 개칭 인가(6학급)
- 1976년 8월 1일 : 충주북여자중학교와 충주여자상업고등학교 분리 운영
- 2008년 7월 19일 : 제6대 임승규 이사장 취임
- 2022년 3월 1일 : 제11대 조기연 교장 취임
- 2025년 1월 9일 : 제58회 졸업(162명) 졸업생 누계 19,614명

## 참고 자료
- 충주북여자중학교 - 한국교육학술정보원 학교알리미